# بانکوو (شهرستان کلوجبورک)
بانکوو (به لهستانی:  Bąków) یک روستا در لهستان است که در گمینا کلوجبورک واقع شده‌است. بانکوو ۱٬۴۰۰ نفر جمعیت دارد.